# Catarina Ruivo
Catarina Ruivo (née à Coimbra en 1971) est une réalisatrice portugaise.
Elle a suivi des études de cinéma à l'École supérieure de théâtre et de cinéma de Lisbonne, avec pour spécialité le montage cinématographique. Elle a travaillé avec Joaquim Sapinho et Alberto Seixas Santos.
Elle a réalisé et monté un court-métrage, Uma Cerveja no Inverno (Festival de court-métrage de Vila do Conde en 1998, Festival de Oberhausen...).